# Okres Zurzach
Okres Zurzach je jedním z 11 okresů v kantonu Aargau ve Švýcarsku. V prosinci 2016 zde žilo 33 585 obyvatel. Hlavním místem okresu je obec Bad Zurzach.

## Geografie
Území okresu se rozkládá v severní části kantonu Aargau v údolí na levém břehu řeky Rýn a v údolí na obou březích řeky Aary. Nadmořská výška území je zhruba od 310 m na břehu Rýna a směrem k jihu stoupá téměř až na 620 m n. m. Rozloha území je 129,99 km2.
Sousedními okresy v kantonu Aargau jsou Laufenburg na západě, Brugg na jihozápadě a Baden na jihu. Na východě hraničí s okresy v kantonu Zurich. Na severu hraničí okres se Spolkovou republikou Německo, přičemž hranicí je řeka Rýn.

## Obyvatelstvo
Celkový počet obyvatel okresu ke dni 31. prosince 2015 byl 33 303. Z toho bylo 17 011 mužů a 16 292 žen. 9 541 obyvatel okresu byli cizinci.

## Doprava
Územím okresu procházejí Hlavní silnice 5 (Hauptstrasse 5), Hlavní silnice 7 a Hlavní silnice 17. Na tyto silnice navazuje síť silnic nižšího řádu. Mimo to okresem prochází dvě železniční tratě, které se křižují v obci Koblenz.

## Obce v okresu
Okres Zurzach tvoří celkem 22 obcí, jimiž jsou:
| P.č. | Jméno obce     | Obyvatelé (k 31.12.2016) | Rozloha |  |  |  | P.č. | Jméno obce   | Obyvatelé (k 31.12.2016) | Rozloha |
| ---- | -------------- | ------------------------ | ------- |  |  |  | ---- | ------------ | ------------------------ | ------- |
| 1    | Bad Zurzach    | 4 164                    | 6,52    |  |  |  | 13   | Lengnau      | 2 679                    | 12,67   |
| 2    | Baldingen      | 275                      | 2,82    |  |  |  | 14   | Leuggern     | 2 118                    | 13,76   |
| 3    | Böbikon        | 170                      | 2,60    |  |  |  | 15   | Mellikon     | 256                      | 2,70    |
| 4    | Böttstein      | 3 948                    | 7,43    |  |  |  | 16   | Rekingen     | 939                      | 3,10    |
| 5    | Döttingen      | 3 849                    | 6,92    |  |  |  | 17   | Rietheim     | 744                      | 3,92    |
| 6    | Endingen       | 2 573                    | 11,91   |  |  |  | 18   | Rümikon      | 314                      | 2,91    |
| 7    | Fisibach       | 458                      | 5,77    |  |  |  | 19   | Schneisingen | 1 361                    | 8,26    |
| 8    | Full-Reuenthal | 879                      | 4,82    |  |  |  | 20   | Siglistorf   | 639                      | 5,51    |
| 9    | Kaiserstuhl    | 422                      | 0,32    |  |  |  | 21   | Tegerfelden  | 1 204                    | 7,11    |
| 10   | Klingnau       | 3 348                    | 6,71    |  |  |  | 22   | Wislikofen   | 358                      | 3,75    |
| 11   | Koblenz        | 1 617                    | 4,09    |  |  |  |      |              |                          |         |
| 12   | Leibstadt      | 1 270                    | 6,39    |  |  |  |      | Okres celkem | 33 585                   | 129,99  |

## Energetika
Na území okresu je provozováno několik elektráren: vodní elektrárny jsou postaveny na Rýnu - elektrárna Albbruck-Dogern, elektrárna Reckingen a na Aaře elektrárna Klingnau. Kromě nich jsou zde také jaderné elektrárny - jaderná elektrárna Beznau a jaderná elektrárna Leibstadt.

## Vojenské muzeum
Vojenské muzeum se nachází v obci Full-Reuenthal.

## Termální lázně
Okres má termální lázně Bad Zurzach.